# Eukoenenia pyrenaica
Espèce
Synonymes
- Koenenia pyrenaica Hansen, 1926

Eukoenenia pyrenaica est une espèce de palpigrades de la famille des Eukoeneniidae.

## Distribution
Cette espèce est endémique d'Occitanie en France. Elle se rencontre dans la grotte de Castel Mouly à Bagnères-de-Bigorre dans les Hautes-Pyrénées et dans la grotte de Coume Nere à Saint-Bertrand-de-Comminges en Haute-Garonne.

## Description
Le mâle décrit par Condé en 1990 mesure 2,07 mm.

## Étymologie
Son nom d'espèce lui a été donné en référence au lieu de sa découverte, les Pyrénées.

## Publication originale
- Hansen, 1926 : Biospeologia, 53. Palpigradi, (2e série). Archives de zoologie expérimentale et générale, vol. 65, p. 167-180.